# Зеркала (фильм, 2013)
«Зеркала» — российский фильм 2013 года режиссёра Марины Мигуновой. Это первый историко-биографический игровой фильм, в центре которого — трагическая судьба поэтессы Марины Цветаевой.
Премьера фильма состоялась в рамках российской программы на 35-м Московском кинофестивале.

## Сюжет
Лето. Дача Максимилиана Волошина в Коктебеле. Последние годы перед революцией. Молодая поэтесса Марина Цветаева встречает гимназиста Сергея Эфрона, приехавшего в Крым лечить больные лёгкие...
Фильм состоит из ряда новелл, посвящённых разным периодам жизни Цветаевой — до отъезда, в эмиграции (в Праге и Париже) и по возвращении в сталинский СССР. Это история отношений Марины Цветаевой и главного мужчины её жизни — Сергея Эфрона, с их первой встречи в Коктебеле и до 1941 года, когда Цветаева получила известие о его смерти.

## Съёмочная группа
- Сценарий — Анастасия Саркисян при участии Юрия Арабова
- Режиссёр-постановщик — Марина Мигунова
- Оператор-постановщик — Сергей Мачильский
- Главный художник — Леонид Свинцицкий
- Художник — Дмитрий Анищенко
- Композитор — Алексей Айги
- Звукорежиссёр — Андрей Худяков
- Продюсеры — Антон Златопольский, Марина Мигунова, Анна Каминская

## В ролях
- Виктория Исакова — Марина Цветаева
- Роман Полянский — Сергей Эфрон
- Виктор Добронравов — Константин Родзевич
- Лидия Арефьева — Елизавета Эфрон
- Александра Мошкова — Ариадна Цветаева
- Наташа Куликова — Ариадна Цветаева в детстве
- Евгений Князев — Борис Пастернак
- Андрей Дементьев — Максимилиан Волошин
- Игорь Письменный — чиновник парижской префектуры
- Иван Суханов — Георгий Эфрон
- Валерий Жуков — инструктор гражданской обороны

## Призы и номинации
- 11-й Московский фестиваль отечественного кино «Московская премьера», конкурс «Великолепная семерка «МК»[3]:
  - Главный приз жюри газеты «Московский комсомолец»
  - Приз за лучшую женскую роль имени Натальи Гундаревой — Виктории Исаковой
- Номинация на премию «Золотой орёл» за лучшую музыку к фильму — Алексей Айги
- Номинации на премию «Ника» за лучшую женскую роль (Виктория Исакова) и лучшую музыку к фильму (Алексей Айги).
- Номинация на премию киноизобразительного искусства «Белый квадрат» Гильдии кинооператоров России (Сергей Мачильский).
- IV Забайкальский международный кинофестиваль (Чита)[4]:
  - специальный приз жюри за операторскую работу — Сергею Мачильскому
  - приз зрительских симпатий